# Androgyny
Androgyny è un singolo del gruppo musicale statunitense Garbage, pubblicato come primo estratto dal terzo album in studio Beautifulgarbage.
La canzone rappresenta un netto cambiamento delle sonorità dei Garbage rispetto ai lavori precedenti, e anticipava l'uscita del terzo album del gruppo. Tuttavia la promozione del disco avvenne in concomitanza con gli attacchi dell'11 settembre 2001, e per questo non gli fu prestata l'attenzione sperata.

## Video musicale
Il video musicale è stato girato da Don Cameron e messo in onda per la prima volta nel settembre 2001.

## Tracce
UK CD1
1. Androgyny
2. Begging Bone
3. Androgyny (Felix Da Housecat Thee Glitz Mix)

UK CD2
1. Androgyny
2. Androgyny (The Neptunes Remix)
3. Androgyny (The Architechs Remix)

UK 12" vinyl
1. Androgyny (Felix Da Housecat Thee Glitz Mix)
2. Androgyny (The Architechs Remix)

JPN CD
1. Androgyny
2. Androgyny (Felix Da Housecat Thee Glitz Mix)
3. Androgyny (The Architechs Remix)
4. Androgyny (Felix Da Housecat Thee Drum Drum Mix)

## Classifiche
| Classifica (2001) | Posizione massima |
| ----------------- | ----------------- |
| Australia         | 21                |
| Belgio (Fiandre)  | 60                |
| Belgio (Vallonia) | 55                |
| Canada            | 19                |
| Germania          | 93                |
| Italia            | 35                |
| Nuova Zelanda     | 17                |
| Paesi Bassi       | 71                |
| Regno Unito       | 24                |
| Svezia            | 54                |
| Svizzera          | 67                |

## Date di pubblicazione
| Data di pubblicazione | Paese         | Casa discografica   | Formato                        |
| --------------------- | ------------- | ------------------- | ------------------------------ |
| 27 agosto 2001        | Stati Uniti   | Interscope          | Airplay: Modern Rock Tracks    |
| 19 settembre 2001     | Giappone      | Sony Japan          | CD maxi                        |
| 24 settembre 2001     | Regno Unito   | Mushroom Records UK | 12" vinile, 2×CD single set    |
| 24 settembre 2001     | Europa        | PIAS Recordings     | 12" vinile, CD maxi, CD single |
| 24 settembre 2001     | Australia     | Festival Records    | CD maxi                        |
| 24 settembre 2001     | Nuova Zelanda | Festival Records    | CD maxi                        |